# Hildegard Gutzwiller
Hildegard Caecilia Gutzwiller (* 16. Dezember 1897 in Basel; heimatberechtigt in Therwil; † 1. Juli 1957 in München) war eine Schweizer römisch-katholische Ordensfrau und Gerechte unter den Völkern.
Hildegard Gutzwiller war Tochter des Prokuristen Cassian Gutzwiller und der Helene geborene Jenny. Ihr Bruder Richard wurde Priester. Sie besuchte das Lehrerinnenseminar in Basel und erhielt 1917 das Lehrpatent. Anschliessend war sie als Volksschullehrerin in Salen-Reutenen tätig.
Gutzwiller trat 1919 in die Kongregation der Sacré-Cœur-Schwestern in Riedenburg bei Bregenz ein. Hildegard war auch ihr Ordensname. Acht Jahre später legte sie ihr Ewiges Gelübde ab. Sie war als Erzieherin und Lehrerin im Sacré-Cœur-Kloster Sophianum in Budapest tätig und wurde 1934 dort Oberin. Durch Aufnahme ins Kloster rettete Gutzwiller von 1944 bis 1945 zahlreiche Flüchtlinge vor der Deportation. Unter ihnen waren 38 jüdische Frauen und Kinder. Sie wurde 1951 Oberin in Riedenburg und ging als solche 1953 nach München.
Das Direktorium der Gedenkstätte Yad Vashem erkannte Hildegard Gutzwiller 1995 als Gerechte unter den Völkern an. Ihr Name ist auf der Ehrentafel der Grossen Synagoge in Budapest verzeichnet.

## Belege
1. 1 2  Victor Conzemius: Hildegard Gutzwiller. In: Historisches Lexikon der Schweiz.  5. November 2009, abgerufen am 15. Januar 2025.
2. ↑  yadvashem.org: Gutzwiller, Hildegard. Englisch, abgerufen am 15. Januar 2025.

| Personendaten    | Personendaten                                       |
| ---------------- | --------------------------------------------------- |
| NAME             | Gutzwiller, Hildegard                               |
| ALTERNATIVNAMEN  | Gutzwiller, Hildegard Caecilia (vollständiger Name) |
| KURZBESCHREIBUNG | Schweizer Ordensfrau und Gerechte unter den Völkern |
| GEBURTSDATUM     | 16. Dezember 1897                                   |
| GEBURTSORT       | Basel, Schweiz                                      |
| STERBEDATUM      | 1. Juli 1957                                        |
| STERBEORT        | München, Deutschland                                |